# Schuppenbauch-Glanzschwänzchen
Das Schuppenbauch-Glanzschwänzchen (Metallura aeneocauda) oder Schuppenglanzschwänzchen ist eine Vogelart aus der Familie der Kolibris (Trochilidae), die in Peru und Bolivien vorkommt. Der Bestand wird von der IUCN als „nicht gefährdet“ (least concern) eingeschätzt.

## Merkmale
Das Schuppenbauch-Glanzschwänzchen erreicht eine Körperlänge von etwa 12 bis 13 cm bei einem Gewicht 5,2 bis 5,8 g. Das Männchen hat einen mittellangen, geraden schwarzen Schnabel. Die Oberseite ist flaschengrün. Die Unterseite wirkt durch hellbraune Saumfedern schuppig. Der Kehlfleck schillert grün. Der leicht gegabelte Schwanz schillert himmelblau und bronzegrün auf der Oberseite und glitzert grün auf der Unterseite. Das Weibchen ist sehr ähnlich, wirkt aber auf der Unterseite gefleckter. Nur die mittigen Federn sind grün. Der Kehlfleck ist lückenhaft. Die äußeren Steuerfedern haben blasse Spitzen. Jungtiere ähneln den Weibchen.

## Verhalten und Ernährung
Das Schuppenbauch-Glanzschwänzchen bezieht seinen Nektar von Pflanzen der Gattungen der Berberitzen, Brachyotum, Centropogon, der Enziane, der Johannisbeeren und anderen Pflanzen mit 2 bis 4 cm langen Blütenkronen, an die es sich oft klammert. Außerdem ernährt es sich ausgiebig von Insekten. Männchen errichten ein Futterterritorium. Bei der Futtersuche schwirrt das Schuppenbauch-Glanzschwänzchen ca. 2 m über dem Boden.

## Fortpflanzung
Im Mai bis Juni wurden Schuppenbauch-Glanzschwänzchen mit vergrößerten Gonaden analysiert. Ein Gelege besteht aus zwei weißen Eiern, die vom Weibchen bebrütet werden.

## Lautäußerungen
Der Jagdruf klingt fast identisch mit dem des Kupferglanzschwänzchens (Metallura theresiae Simon, 1902) und des Feuerkehl-Glanzschwänzchens (Metallura eupogon (Cabanis, 1874)). Der Gesang besteht aus einer abnehmenden Serie von drei bis sechs piepsigen Tönen, denen wiederholte lebhafte, ungeordnete Phrasen, die wie trt-tsi-sii-sii-su..trr-tsi-tsu..trr-tsi-tsu.. klingen, folgen. Die Struktur ähnelt der anderer Mitglieder der Gattung.

## Verbreitung und Lebensraum

Verbreitungsgebiet des Schuppenbauch-Glanzschwänzchens

Das Schuppenbauch-Glanzschwänzchen bevorzugt Lichtungen in Wolken- und Nebelwald und an der Baumgrenze. Gelegentlich ist es an felsigen Hängen mit Kräutern, niedrigem Gestrüpp und vereinzelten Büschen unterwegs. Es bewegt sich in Höhenlagen zwischen 2500 und 3600 Metern, doch ist es meist über 3000 Meter unterwegs.

## Migration
Das Schuppenbauch-Glanzschwänzchen gilt normalerweise als Standvogel, auch wenn keine gesicherten Daten vorliegen. Einzeltiere ziehen gelegentlich in höhere Paramo-Zonen und eventuell runter in die Bergwälder.

## Unterarten
Es sind zwei Unterarten bekannt:
- Metallura aeneocauda aeneocauda (Gould, 1846)[3] – die Nominatform kommt im Südosten Perus und Nordwesten Boliviens vor.
- Metallura aeneocauda malagae von Berlepsch, 1897[4] ist in Zentralbolivien verbreitet. Die Unterart hat einen längeren Schnabel. Der Schwanz ist auf der Oberseite bronzerot und auf der Unterseite rot.[1]

## Etymologie und Forschungsgeschichte
Die Erstbeschreibung des Schuppenbauch-Glanzschwänzchens erfolgte 1846 durch John Gould unter dem wissenschaftlichen Namen Trochilus (--?) aeneocauda. Das Typusexemplar schrieb er dem Land Bolivien zu. 1847 führte Gould dann die neue Gattung Metallura ein. Das Wort Metallura leitet sich von den griechischen Wörtern μέταλλον métallon für „Metall“ und ουρά ourá für „Schwanz“ ab. Das Artepitheton aeneocauda ist ein lateinisches Wortgebilde aus aeneus; aes, aeris für „aus Bronze, bronzefarben; Bronze“ und cauda für „Schwanz“. Malagae bezieht sich auf das Tal des Río Málaga, das sich im Quellgebiet des Río Chapare im östlichen Bolivien befindet.